# Jayantha Dhanapala

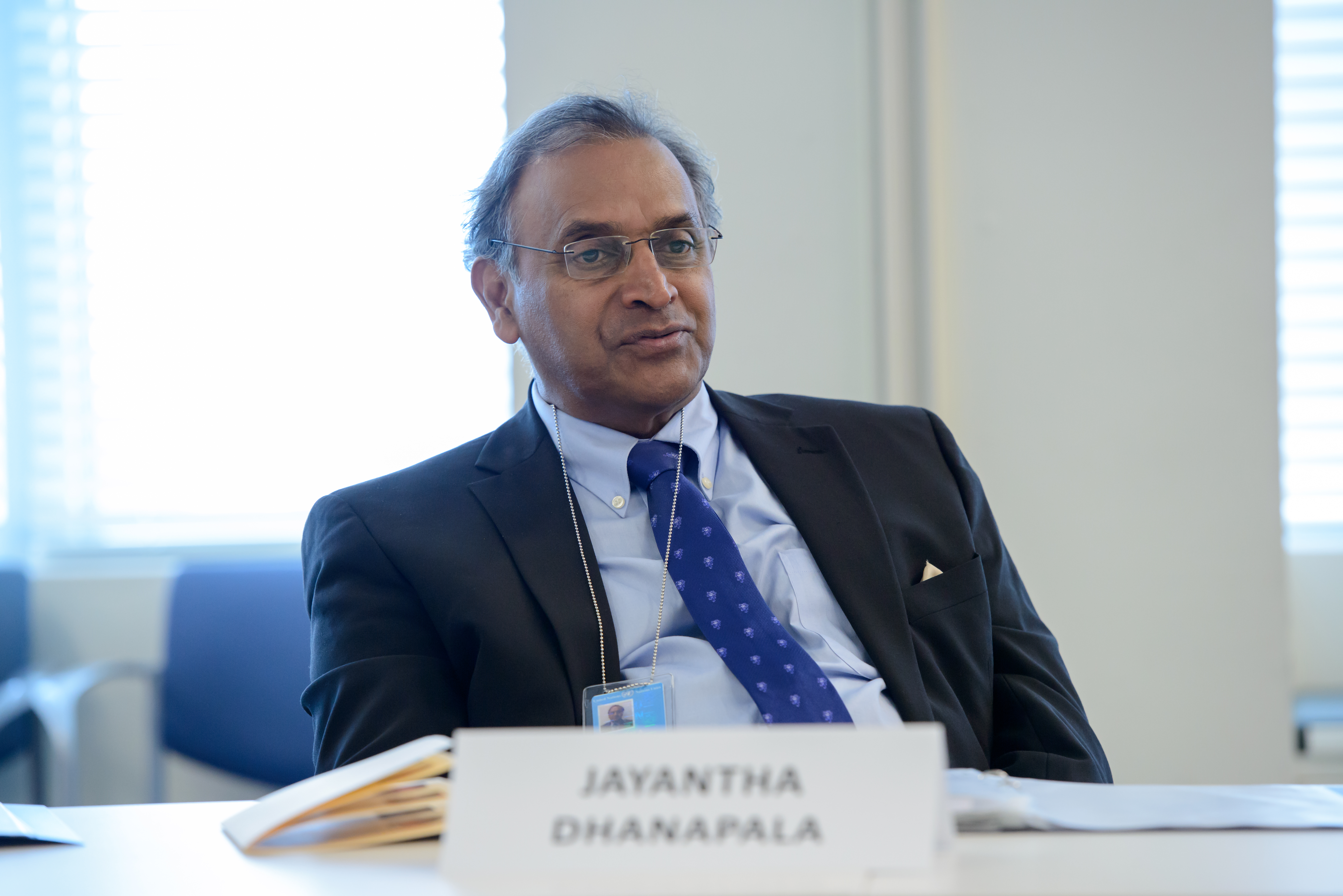
Jayantha Dhanapala

Jayantha Dhanapala (Sri Lanka, 30 december 1938 – aldaar, 27 mei 2023) was een Sri Lankaans diplomaat. Hij werd door de regering van Sri Lanka voorgedragen als opvolger van Kofi Annan voor de positie van Secretaris-generaal van de Verenigde Naties, maar trok zich terug op 29 september 2006.
Dhanapala overleed op 84-jarige leeftijd in het Kandy Nationaal Ziekenhuis.